# Triplectides latipennis
Triplectides latipennis là một loài Trichoptera trong họ Leptoceridae. Chúng phân bố ở miền Australasia.